# جبريل باتيستا
جبريل باتيستا دي سوزا (بالبرتغالية: Gabriel Batista de Souza‏) (3 يونيو 1998 في البرازيل - ) هو لاعب كرة قدم برازيلي في مركز حراسة المرمى. لعب مع نادي فلامنغو.

## وصلات خارجية
- جبريل باتيستا على موقع قاعدة بيانات كرة القدم.إي يو (الإنجليزية)
- جبريل باتيستا على موقع Soccerway.com (الإنجليزية)